# Solymár Imre Városi Könyvtár

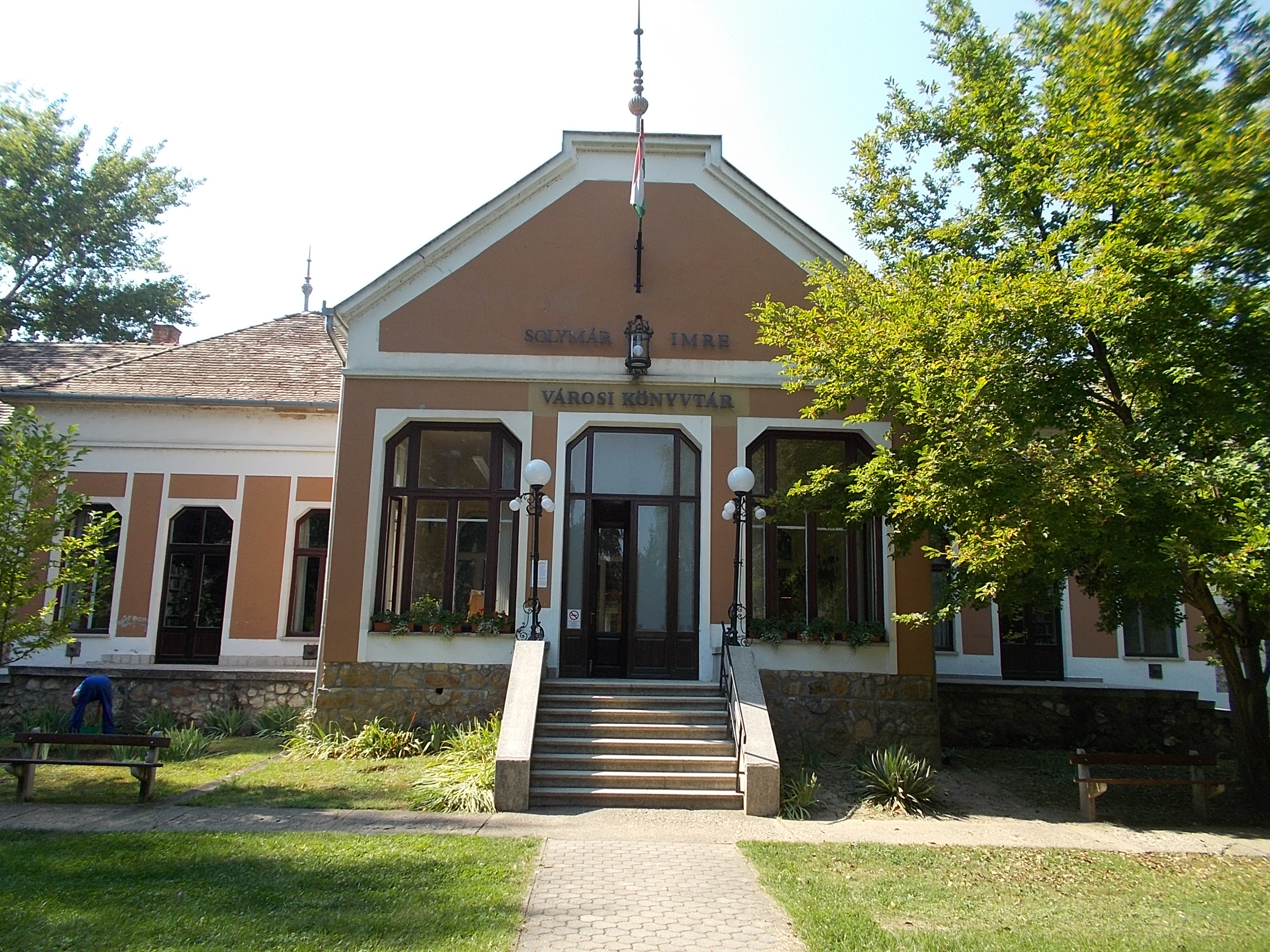
Solymár Imre Városi Könyvtár

A Solymár Imre Városi Könyvtár Bonyhádon található.

## Az intézményről
Bonyhádon 1953 januárjában létesült a járási közművelődési könyvtár. Ekkor még egy fővel és igen kevés állománnyal rendelkezett.
Jelentős minőségi változást jelentett az 1968-as év, amikor a könyvtár a szűkös, sötét helyéről a Perczel-kastélyba költözött. A Művelődési Ház és a Zeneiskola is ebben az épületben kapott helyet. Megnövekedett a könyvtárosok száma, a könyvtár alapterülete pedig az előzőnek a többszörösére nőtt. Újabb jelentős változás következett be 1984-ben, amikor a kastély teljes egészében a könyvtáré lett. A szépen felújított épületben a gyermekkönyvtár, a zeneműtár és a felnőtt könyvtár elkülönülten került kialakításra. A könyvtár jelenleg is ebben az épületben működik.
Kilenc munkatársból, nyolc fő szakalkalmazott és egy fő technikai dolgozó látja el a feladatát, heti 44 órás kölcsönzési idővel, hétfőtől - szombatig. Jelenleg több mint 80 ezer dokumentummal rendelkezik a könyvtár, közel 100 periodikával.
Részlegek:
- Felnőtt részleg
- Gyermek részleg
- Médiatár
- Helytörténeti kutatószoba

## Érdekességek, látnivalók az intézményben
Bokor Vilmos, bonyhádi születésű festőművész kiállítása, a Múzeumi Tanösvény része.

## Külső hivatkozások
- Solymár Imre Városi Könyvtár